# Santa Cruz de Mudela
Santa Cruz de Mudela település Spanyolországban, Ciudad Real tartományban. Santa Cruz de Mudela Valdepeñas, Torrenueva, Torre de Juan Abad, Viso del Marqués, Granátula de Calatrava és Moral de Calatrava községekkel határos. Lakosainak száma 3871 fő (2024).

## Népesség
A település népessége az elmúlt években az alábbi módon változott:
| Lakosok száma | 4847 | 4801 | 4734 | 4682 | 4625 | 4455 | 4239 | 4107 | 4017 | 3871 |
|               | 2001 | 2004 | 2006 | 2009 | 2011 | 2014 | 2016 | 2019 | 2021 | 2024 |